# قرار مجلس الأمن التابع للأمم المتحدة رقم 305
قرار مجلس الأمن التابع للأمم المتحدة رقم 305، الذي اعتمد في 13 ديسمبر 1971، بعد التأكيد على القرارات السابقة بشأن هذا الموضوع، ومشيرا إلى التطورات المشجعة الأخيرة، مدد المجلس ولاية قوة الأمم المتحدة في قبرص لفترة أخرى تنتهي في 15 يونيو 1972. كما دعا المجلس الأطراف المعنية مباشرة إلى مواصلة العمل بأقصى درجات ضبط النفس والتعاون الكامل مع قوة حفظ السلام.
وقد اتخذ القرار بالإجماع بأغلبية 14 صوتاً. لم تشارك الصين في التصويت.